# علامة الين
علامة الين (¥) هي علامة العملة المستخدمة من قبل اليوان الصيني (CNY) والين الياباني (JPY)، هذا الرمز النقدي يشبه حرف Y اللاتيني مع وجود خطين أفقيين عليه، كلتا العملتين لها نفس المقطع الصيني / كانجي (الصينية التقليدية: 圓، الصينية المبسطة: 圆. اليابانية: 円) وتنطق «شينييتاي» وتعني «الدائرة». وتنطق «يوان» في لغة الماندرين الصينية و «إن» باللغة اليابانية القياسية. وفي بر الصين، الحرف الصيني هو الأكثر شيوعاً في مواقف الحياة اليومية باستخدام 元 كمقطع أكثر بساطة، والذي له نفس النطق كالحرف الرسمي 圓 في الماندرين (ولكن ليس باللغة اليابانية وفي بعض لهجات اللغة الصينية). وعادة ما يتم وضع الرمز قبل القيمة التي تمثله، على سبيل المثال ¥ 100.

## في آلات الصرف
في أنظمة تشغيل مايكروسوفت العاملة باللغة اليابانية، علامة الين لهاى شفرة الترميز 932، ولها نفس قيمة علامة الخط المائل في أسكي. كما أنها تستخدم كلما تم استخدام الخط المائل، مثل الفاصل في عناوين الملفات وحرف للتخطي، مما يجعلها أساسا خطاً مائلاً في الاتجاه المعاكس مع مظهر علامة ين، وهو خصوصية متفردة خاصة بنظام الترميز الياباني للمقاطع.

## محرر أسلوب الإدخال الصيني
في برامج تحرير أسلوب الإدخال بينيين الصينية  كتلك من مايكروسوفت أو سوجو، بكتابة "$" يعرض الحرف "￥" بعرض مزدوج، والذي يختلف من العرض العادي "¥" المستخدمة في برامج تحرير أسلوب الإدخال الياباني.

## يونيكود

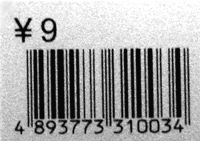
مثال على ملصق سعر بـ 9 يوانات من الصين و تظهر فيه ¥9.

نقطة اليونيكود للين هي U+00A5¥YEN SIGN.
بالإضافة للعلامة مزدوجة العرض U+FFE5￥FULLWIDTH YEN SIGN.